# 天道盟大安會
天道盟大安會，是臺灣三大犯罪組織之一的天道盟旗下的分會。

## 簡介
大安會活動範圍在台北市大安、文山一帶，發起人【彭政欽】綽號【三八】「陳崇賢」（綽號「黑印度」），原為大安地區「大安庄」（早期又叫「許厝幫」）角頭。在1971年間結合該地區王姓、孫姓、許姓及綽號「勇仔」等人成立「大安庄」角頭聚合。並先後吸收林姓綽號「石灰」等數十人。以台北市信義路、敦化路口的神壇為據點，後遷至台北市信義路四段的「聖君宮」，最後遷至台北市 景美福興街的「三皇宮」。1989年間，陳崇賢為了壯大勢力，加入天道盟擔任總顧問，並成立大安會，以經營賭場及影視業為主。

## 人事和組織
- 前會長：陳崇賢（綽號「黑印度」；原大安庄老大）
- 會長：詹欉（綽號「大安欉」；原「頂厝庄」老大游俊雄的手下）爸爸：詹漢宗。姊姊：詹麗真[4]
- 王○修（綽號「阿修」）
- 凌○軒
- 孫○選
- 許○元
- 林○輝（綽號「石灰」）
- 蔡○旭（绰号「土匪」）